# Trest smrti na Svatém Kryštofu a Nevisu
Trest smrti na Svatém Kryštofu a Nevisu je zákonnou formou trestu a je vykonáván oběšením ve věznici v Basseterre. Pachatel může být k trestu smrti odsouzen pouze za úkladnou vraždu a velezradu. Od získání nezávislosti v roce 1983 Svatý Kryštof a Nevis popravil pouze tři osoby. Poslední poprava byla provedena v roce 2008, kdy byl oběšen Charles Laplace za vraždu své manželky.
Svatý Kryštof a Nevis v letech 2007, 2008, 2010, 2012, 2014, 2016, 2018 a 2020 hlasoval proti moratoriu OSN na trest smrti.